# Station Montreuil-sur-Mer
Station Montreuil-sur-Mer is een spoorwegstation in de Franse gemeente Montreuil (Pas-de-Calais).